# NGC 1204
NGC 1204 è una galassia lenticolare situata nella costellazione dell'Eridano, a una distanza di circa 213 milioni di anni luce dalla nostra Via Lattea.

## Scoperta
La galassia è stata scoperta il 26 dicembre 1886 dall'astronomo statunitense Francis Leavenworth.

## Descrizione
Nella galassia sono presenti regioni di idrogeno ionizzato. Il database SIMBAD la classifica come galassia LINER, cioè una galassia il cui nucleo presenta uno spettro di emissione caratterizzato da larghe righe di atomi debolmente ionizzati.
NGC 1204 è una galassia attiva del tipo Seyfert 2 e inoltre è un attivo centro di formazione stellare.
La luminosità di NGC 1204 nell'infrarosso lontano (da 40 a 400 µm) è uguale a 5,50 x 1010 {\displaystyle L_{\odot }} (1010,74 {\displaystyle L_{\odot }}), mentre la luminosità totale nell'infrarosso (da 8 a 1000 µm) è di 7,59 x 1010 {\displaystyle L_{\odot }} (1010,88 {\displaystyle L_{\odot }}).